# Драгуни

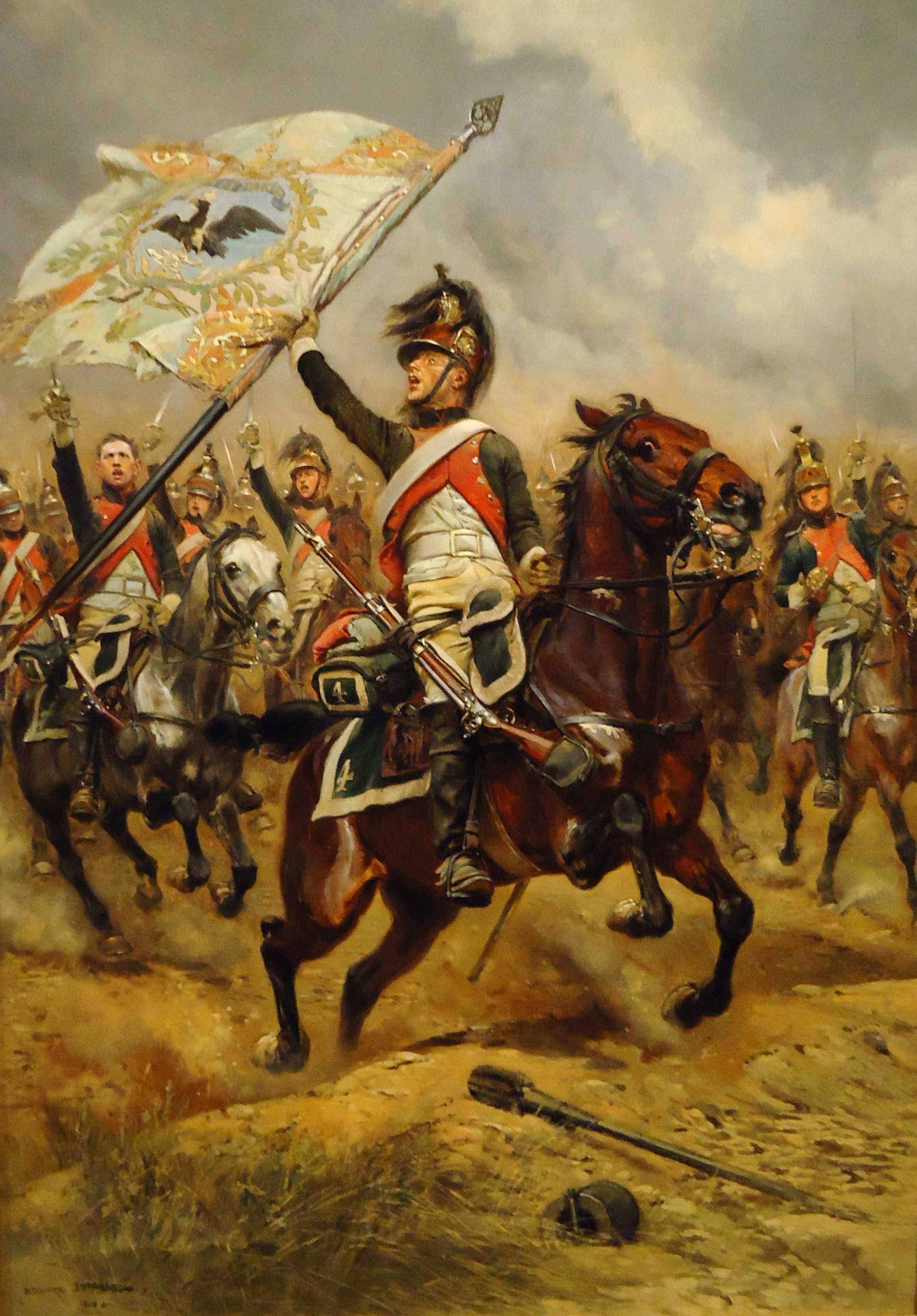
Французький драгун із трофейним прусським прапором у битві під Єною (1806).

Драгу́ни (фр. dragons, дос. «дракони») — вид кавалерії (переважно вважається середньою кавалерією), який здатний діяти в бою, як у кінному, так і в пішому строю.

## Назва
Назва «драгуни» походить від «дракона» (dragon) — короткоствольного варіанта мушкетона, вживаному французькими кінними піхотинцями. Інші версії пов'язують назву з драконом, якого колись зображали на прапорах драгунських підрозділів, з давньоримськими драконаріями, або тлумачать як відсилання до страху, що наводили драгуни на неприятеля. Про драконів на прапорах військ маршала Бріссака згадує Вольтер у книзі «Доба Людовика XIV», але неясне, чи з'явився сам термін «драгуни» тоді ж або пізніше, за часів Генріха IV.
Терміни «драгуни» і «кінна піхота» можуть вживатися як синоніми. Проте, частіше за все ці поняття дещо розрізняються: до кінної піхоти відносять не тільки драгунів (при можливості їх використовування в пішому строю), але й інших кінних стрільців, що використовують коней переважно для пересування, а б'ються головним чином пішими.

## Історія
Прообразом драгунів можна вважати димахів (грец. διμάχοι) Олександра Македонського, які були навчені дій як у кінному, так і в пішому строю.
Слово «драгуни» вперше з'явилося в історії в XVI ст.: маршал Бріссак під час окупації П'ємонту (1550—60) посадив на коней добірних, сміливих піхотинців, дав цьому загону назву «драгуни» і застосовував його для швидких набігів. При зустрічі з противником вони спішувалися і діяли виключно в пішому порядку. Тактика дій кінних стрільців полягала в несподіваних нальотах на супротивника, в ході яких зблизившись з противником на конях, кавалеристи спішувалися, залишаючи коней коноводам, і далі діяли в пішому строю аркебузами, мушкетами або списами. У разі нестачі коней на всіх кінних стрільців, на одного коня сідали по двоє людей. Появі драгунів сприяло те, що станом на XVI ст. кіннота повсюди отримала вогнепальну зброю, перетворившись, таким чином, на кінних стрільців.
Але це все ще була лише піхота, посаджена на коней. Перший полководець, що надав драгунам їх сучасне значення, був шведський король Густав-Адольф. Він докорінно змінив погляд на драгунів, прилічивши їх до кавалерії і призначивши для дій у переважно кінному строю. Піший бій був для них радше винятком, ніж правилом. Драгунські полки, правильно організовані, перш за все з'явилися у Франції за Людовика XIV (1668). У XIX в Німеччині, Австрії, Франції і Англії біля ⅓ всієї кінноти складалося з драгунів, в Італії ж їх зовсім не було.
У XX столітті майже вся кавалерія де-факто стала драгунською — атакувати верхи на коні піхоту з автоматичною зброєю було б недоцільно через великі втрати. Під час Другої світової війни кавалерія драгунського типу була, образно кажучи, «квазімотопіхотою» — діючи там, де недоцільно чи складно було застосовувати механізовані війська.

### Франція
У XVIII столітті в уніформу драгунів впроваджують два елементи, що характеризуватимуть їхній образ протягом всього XIX ст.: зелений мундир і «римський шолом» з високим гребенем.
У XX ст. драгунські частини зберігаються, але з механізацією армії вони перетворюються на моторизовані війська. У другій половині XX ст. 13-й драгунський полк парашутистів (13e régiment de dragons parachutistes) є насправді полком спеціального призначення для ведення поглибленої розвідки.

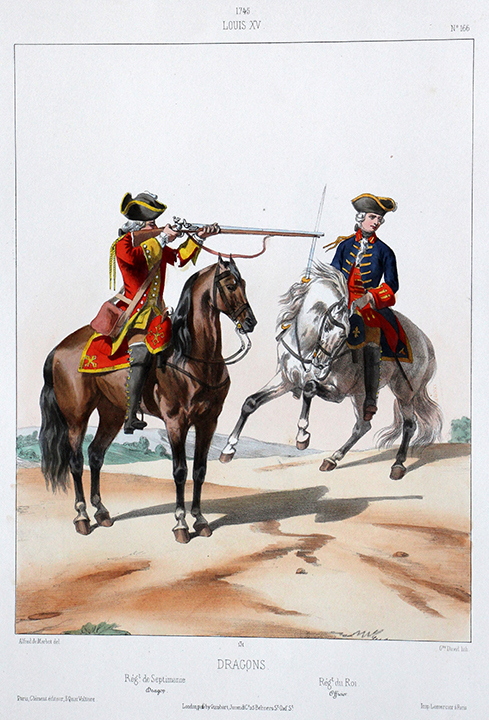
Драгуни Людовика XV
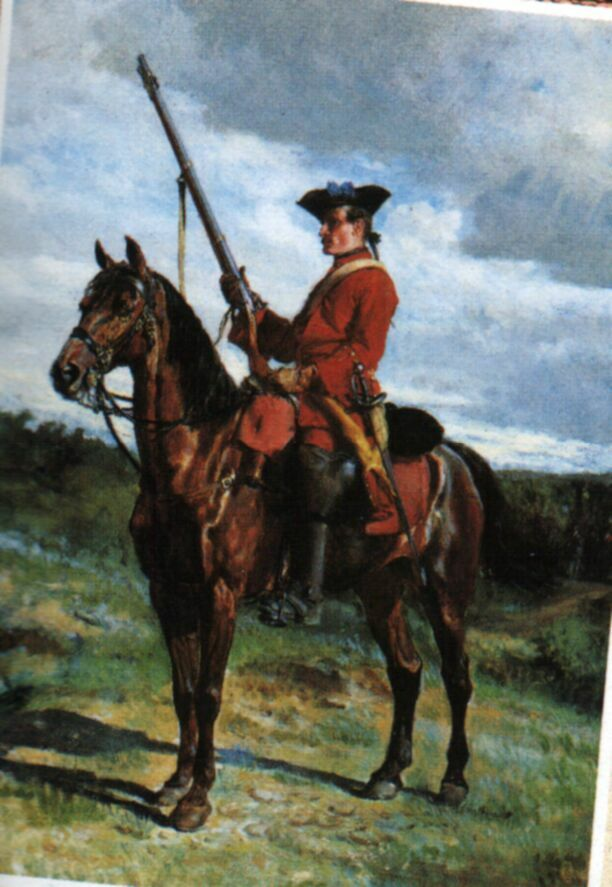
Драгун Людовика XV
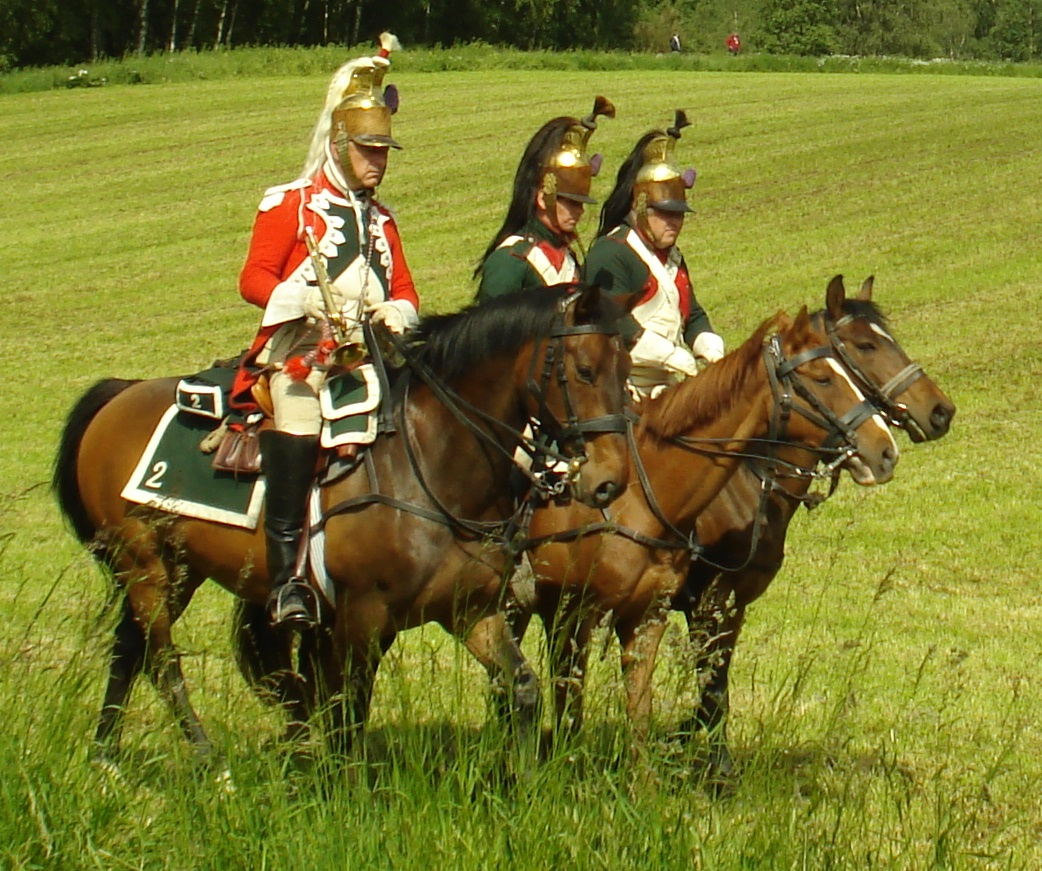
Драгуни Наполеона. Реконструкція битви при Ватерлоо
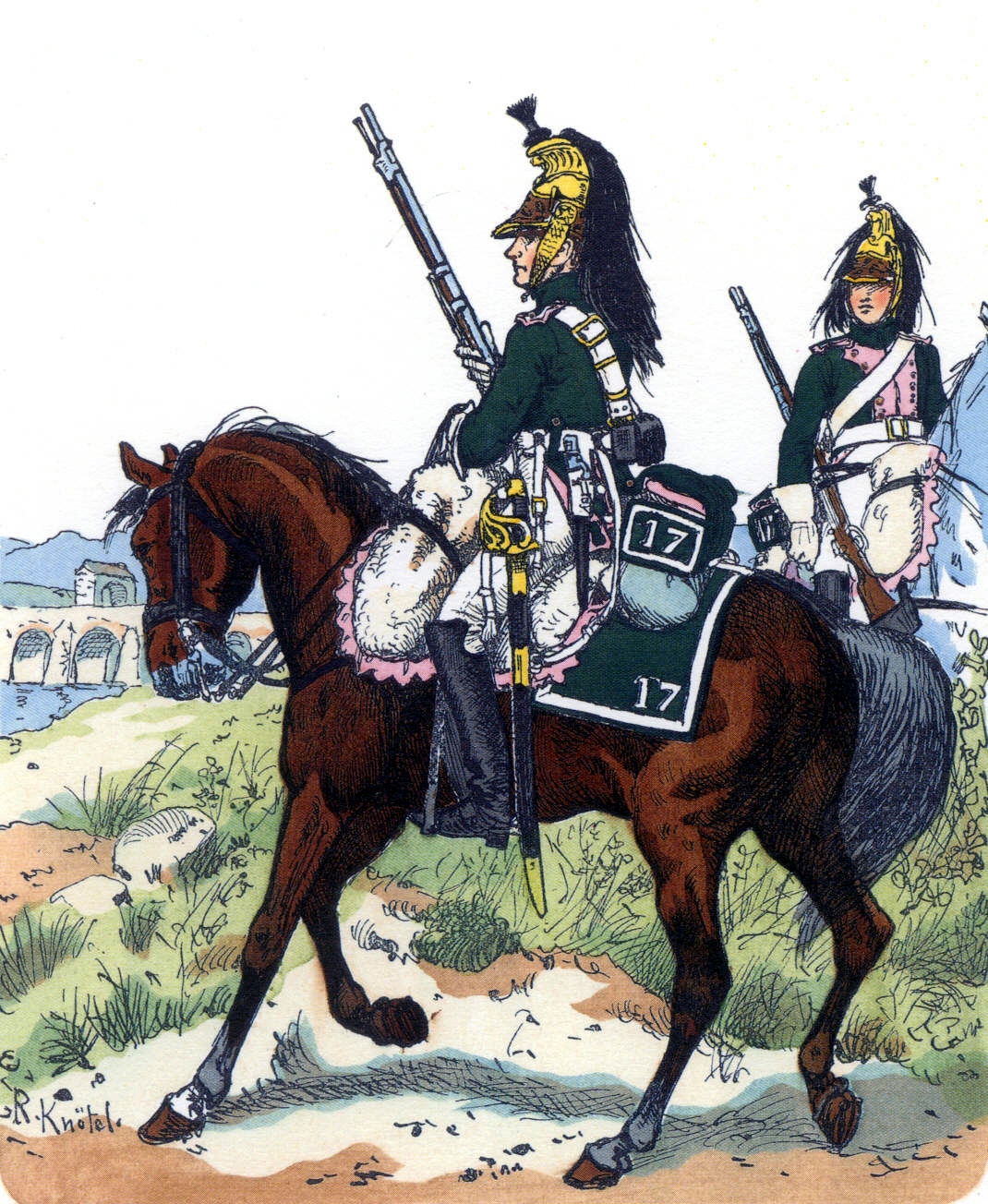
Драгун 17-го полка, 1812 р.
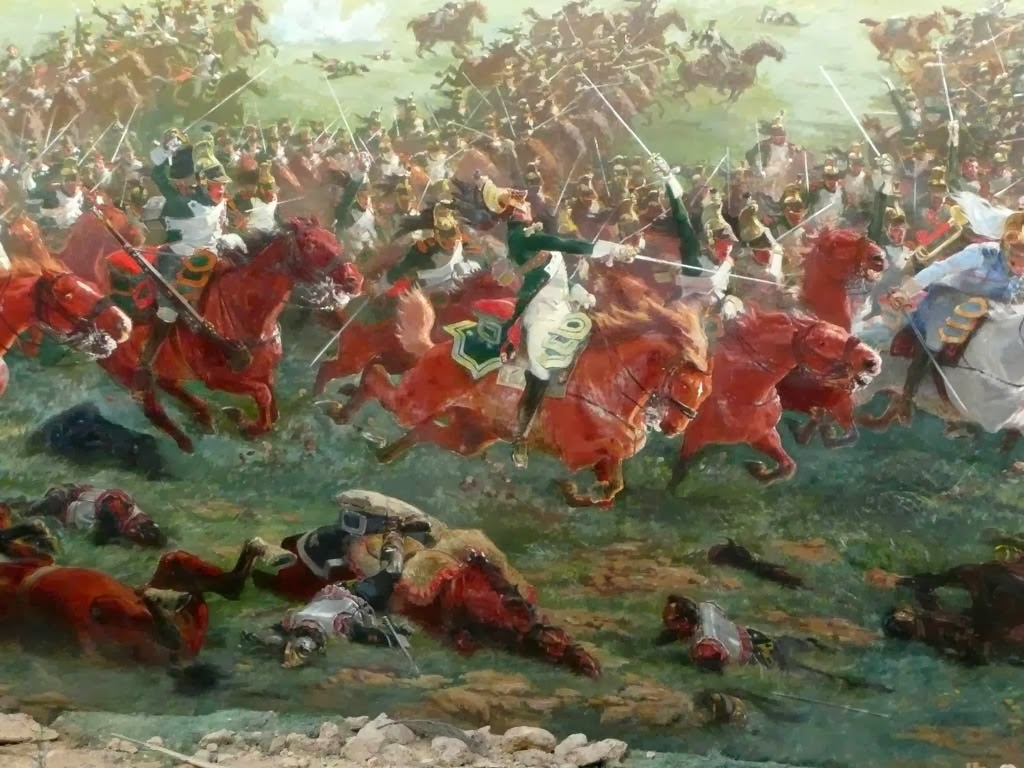
Атака драгунів Імператорської гвардії у битві при Ватерлоо
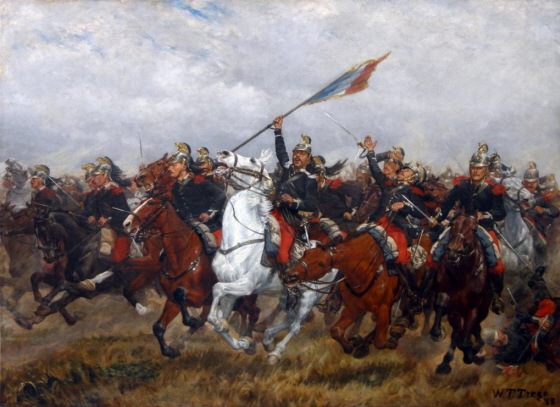
Французькі драгуни другої половини XIX ст.

### Росія

Драгун Російської армії, 1700-33 рр.

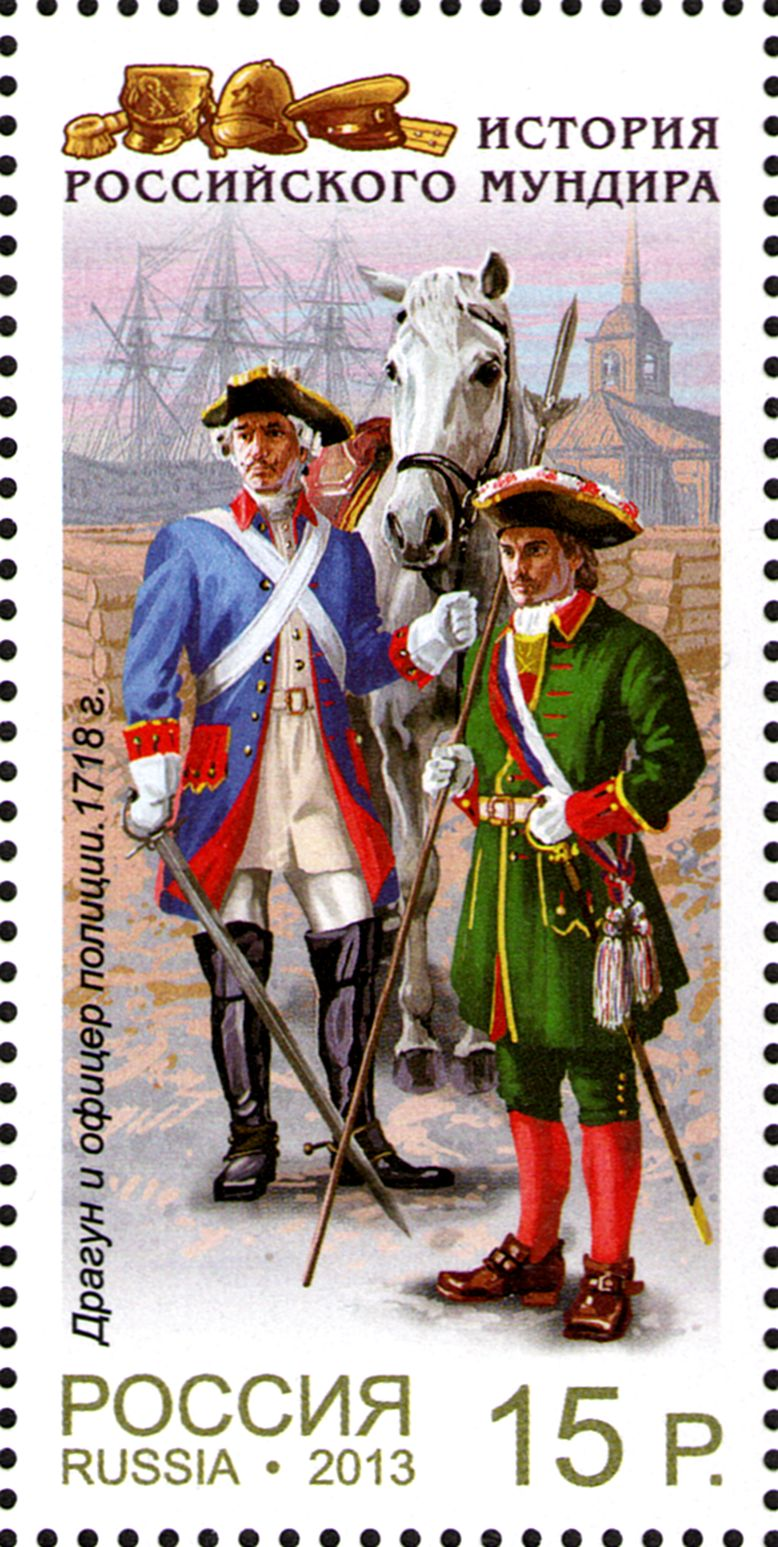
Драгун і піхотний офіцер, 1718 р.

У московській армії слово «драгуни» вперше з'являється за Михайла Федоровича, коли в 1631 із завербованих іноземців був сформований 1-й драгунський полк, що в 1632 брав участь у бою в складі війська М. Б. Шеїна під Смоленськом.
Потім драгуни стали поповнюватися московськими охочими людьми (добровольцями) і охрещеними татарами. До кінця царювання Олексія Михайловича драгунів було вже понад 11 тис. Тодішні драгуни були озброєні мушкетами, шпагами, бердишами і короткими списами. Цар Петро I при створенні кавалерії нової армії надавав перевагу саме драгунам і на кінець 1708 у Росії було 36 драгунських полків. У 1707 році створюється Лейб-Регімент, у 1719 р. перейменований в Санкт-Петербурзький драгунський полк (назву Лейб-Регіменту тоді отримує полк кінної гвардії). У 1712 році створюються гарнізонні драгунські полки для несення поліційної служби, що проіснували до 1811 р. Російські драгуни початку XVIII століття озброювалися фузіями з багнетами і палашами, пістолетами спочатку було забезпечено тільки половину особового складу. Для виконання фортифікаційних робіт драгунські підрозділи мали шанцевий інструмент. У 1732 р. 3 драгунські полки переводяться в кірасирські. У 1763 році число драгунських полків скоротилося до 7, а їхня тактика стала чисто кавалерійською — зводилася до удару холодною зброєю без спішування. За часів Катерини II драгуни стають переважно гарнізонними військами. На початку XIX ст. значення драгунів як ударної кінноти зростає і на 1812 р. у Росії налічується вже 37 драгунських полків. Обмундирування драгунів того часу відрізняється від кавалерійського, наближаючись до піхотного.
У середині XIX ст. кінні драгуни розглядалися в Росії радше як легка кавалерія. З 10 ескадронів кожного армійського драгунського полка 8 вважалися власно драгунськими, 2 — пікінерськими. Перші мали на озброєнні традиційну драгунську зброю (палаш або шаблю і рушницю з багнетом) і в пішому строю діяли як легка піхота, другі — клинкову зброю, піку і карабін. Лейб-Гвардії Драгунський і Лейб-Гвардії кінно-гренадерський полки складалися тільки з 6 ескадронів, а для виконання функцій пікінерів до них були приряджені козаки. З прийняттям на озброєння гвинтівок драгуни озброювалися «драгунськими» їх варіантами, що відрізнялися від піхотних меншою довжиною ствола, від «козачих» — наявністю багнета (напр., гвинтівка Бердана, гвинтівка Мосіна).
Російсько-турецька війна 1877-78 показала перевагу драгунів над іншими видами кавалерії, тому в 1882 р. армійські полки уланів і гусарів переформували в драгунські, але в 1907 р. колишні назви багатьом з них повернули (втім, на початок XX ст. розділення родів кавалерії залежно від задач, підготовки і озброєння вже втратило своє значення і зберігалося тільки в силу традиції). До початку 1-ї світової війни в російській армії був 1 лейб-гвардії і 21 армійський драгунський полк. На початку 1918 року драгунські полки були розформовані.

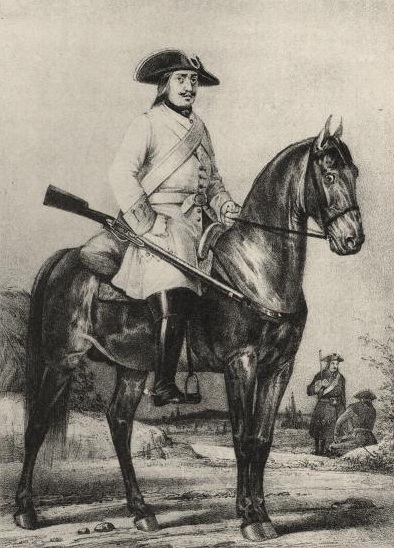
Драгун 1700-1720 рр.
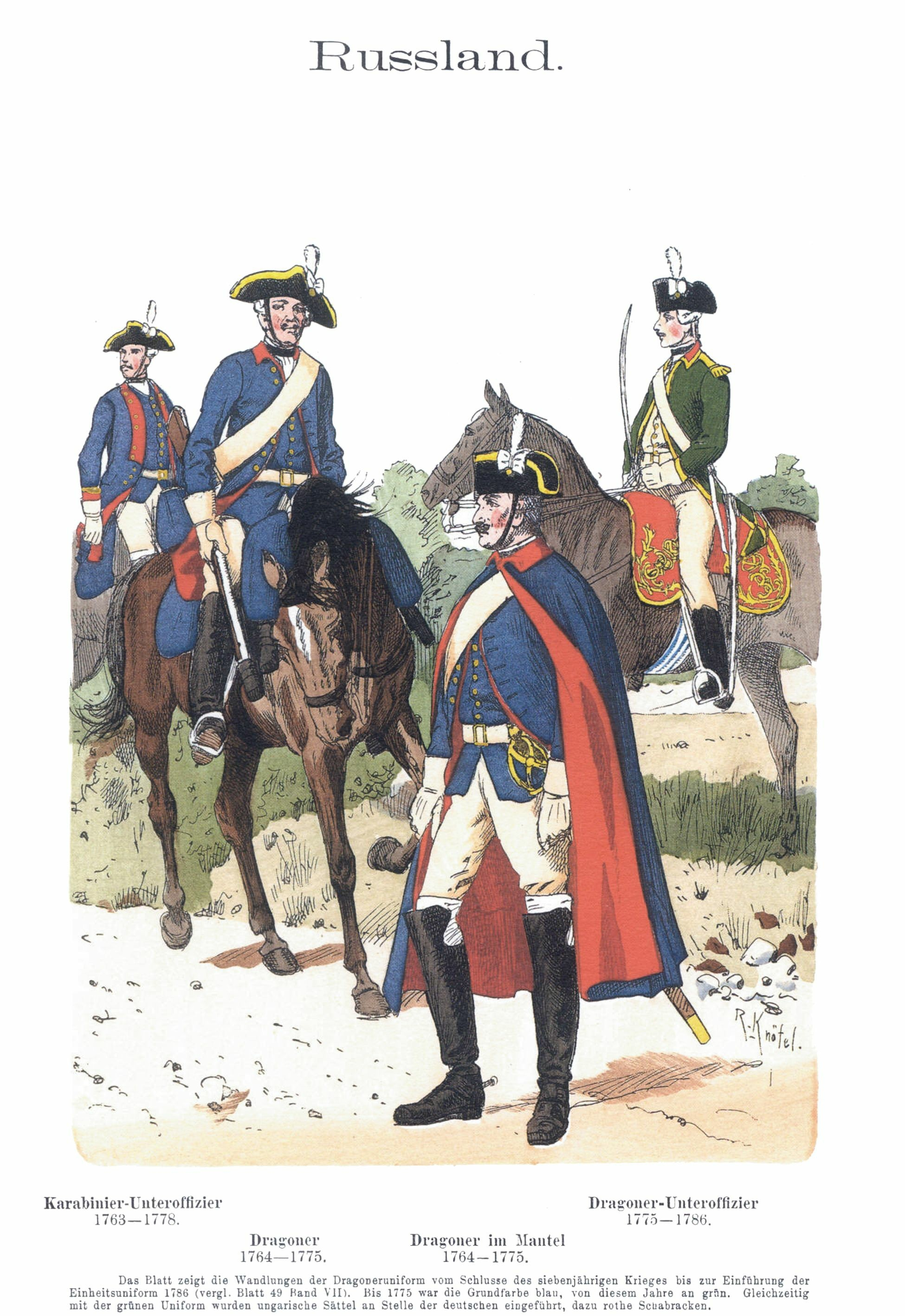
Драгуни 1763—1778 рр. і карабінерський унтер-офіцер (крайній ліворуч)
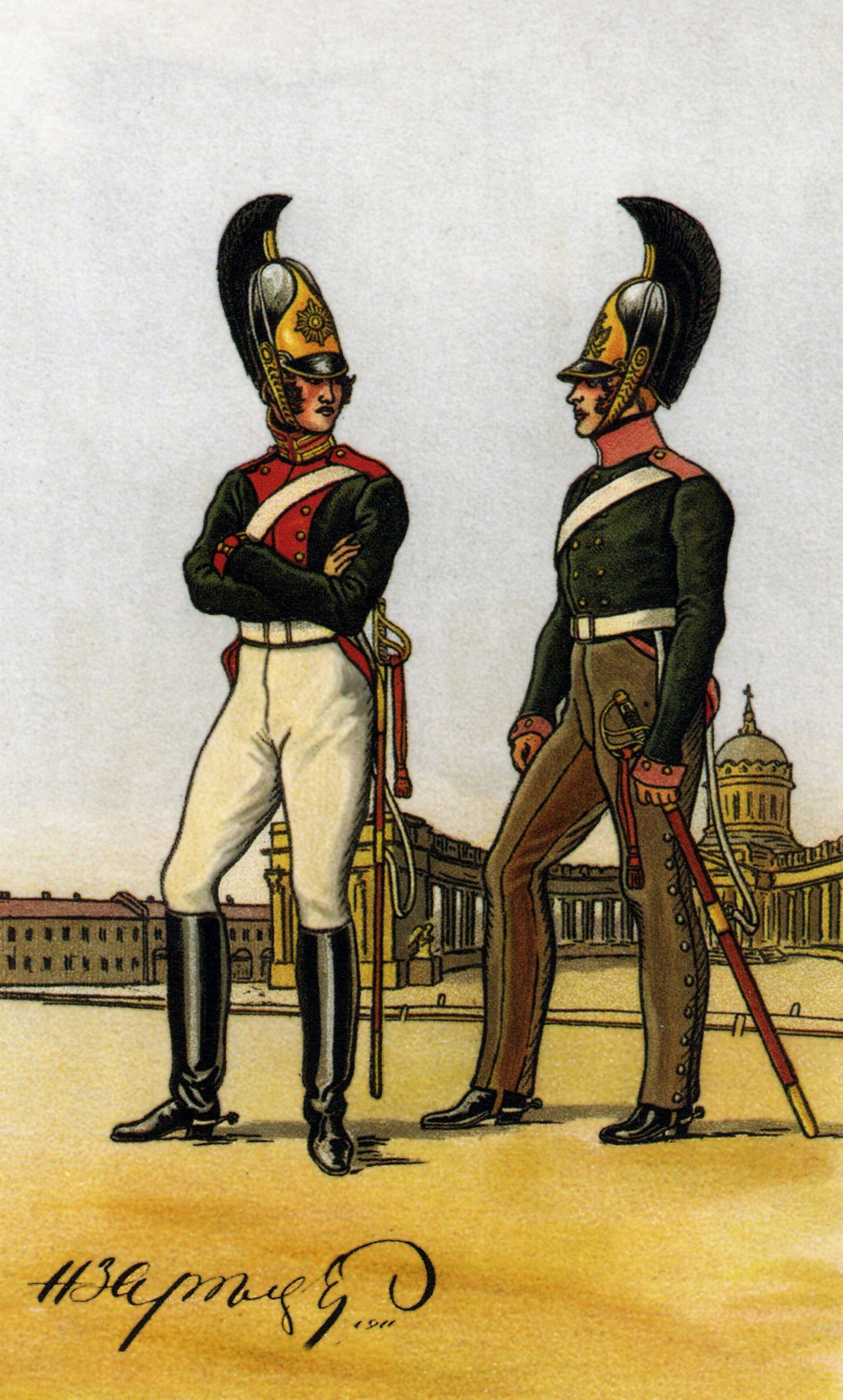
Рядові Лейб-Гвардії Драгунського і Санкт-Петербурзкого драгунського полків, 1812 р.
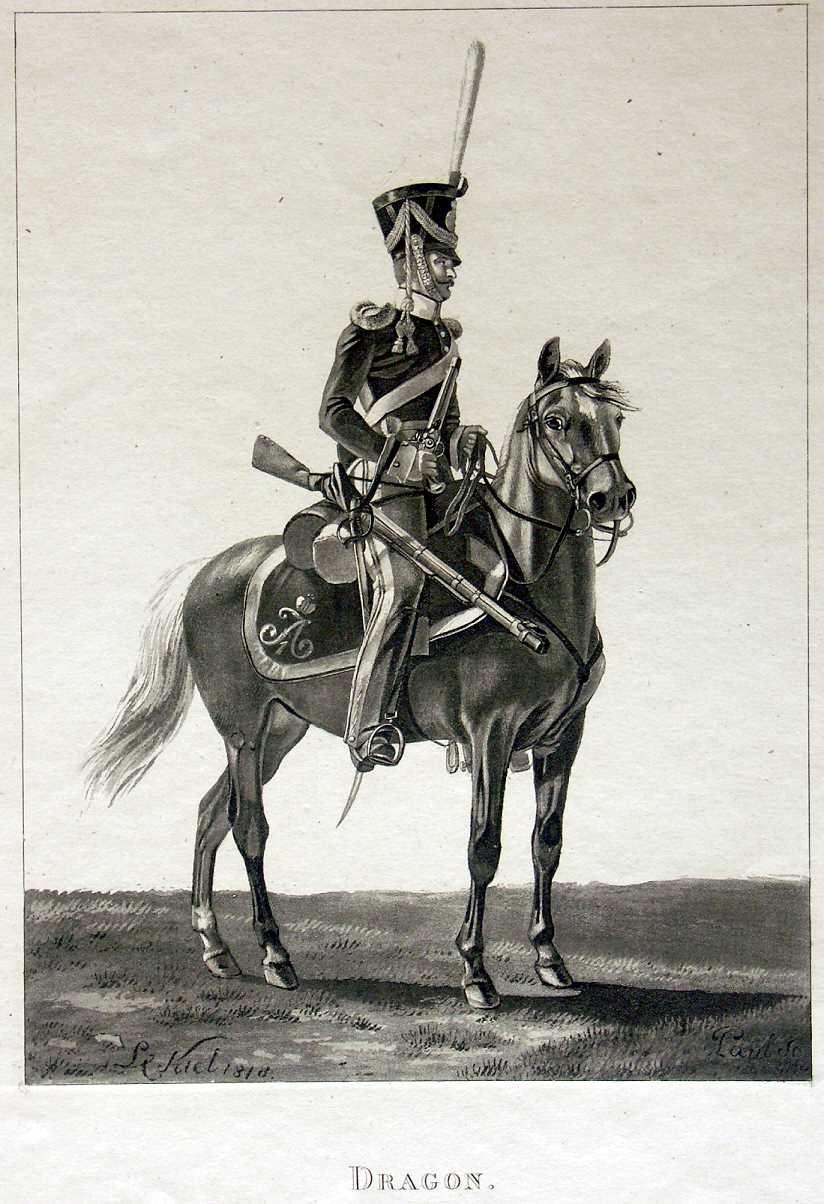
Рядовий драгунських полків, 1818 р.
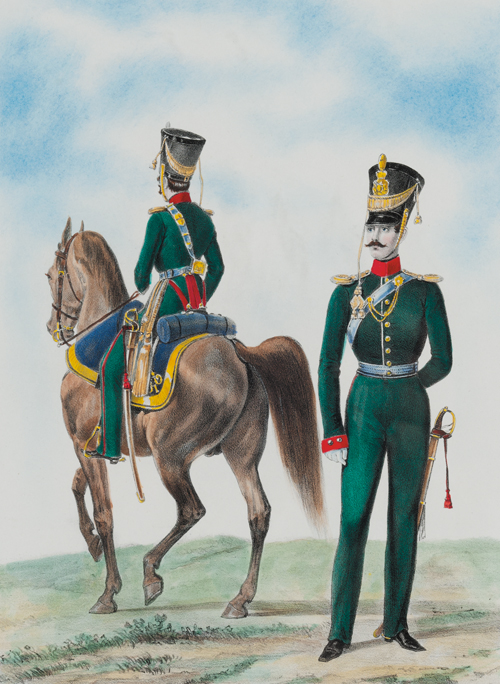
Обер-офіцери Тверського і Фінляндського драгунських полків, 1826-1827 рр.
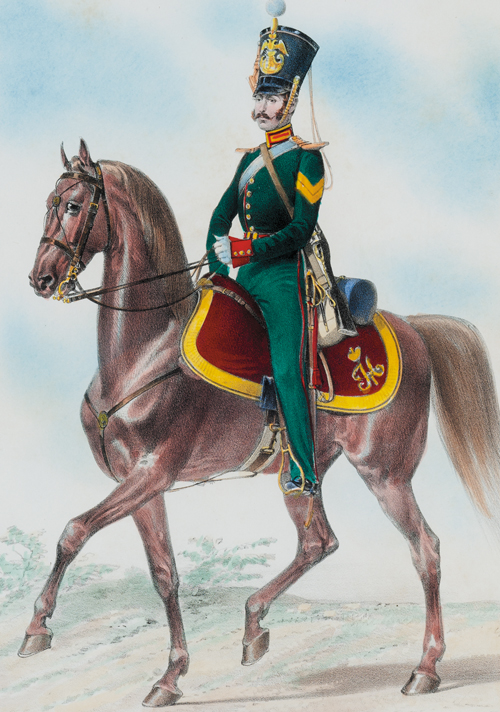
Рядовий Кінбурнського драгунського полка, 1834–1843 рр.
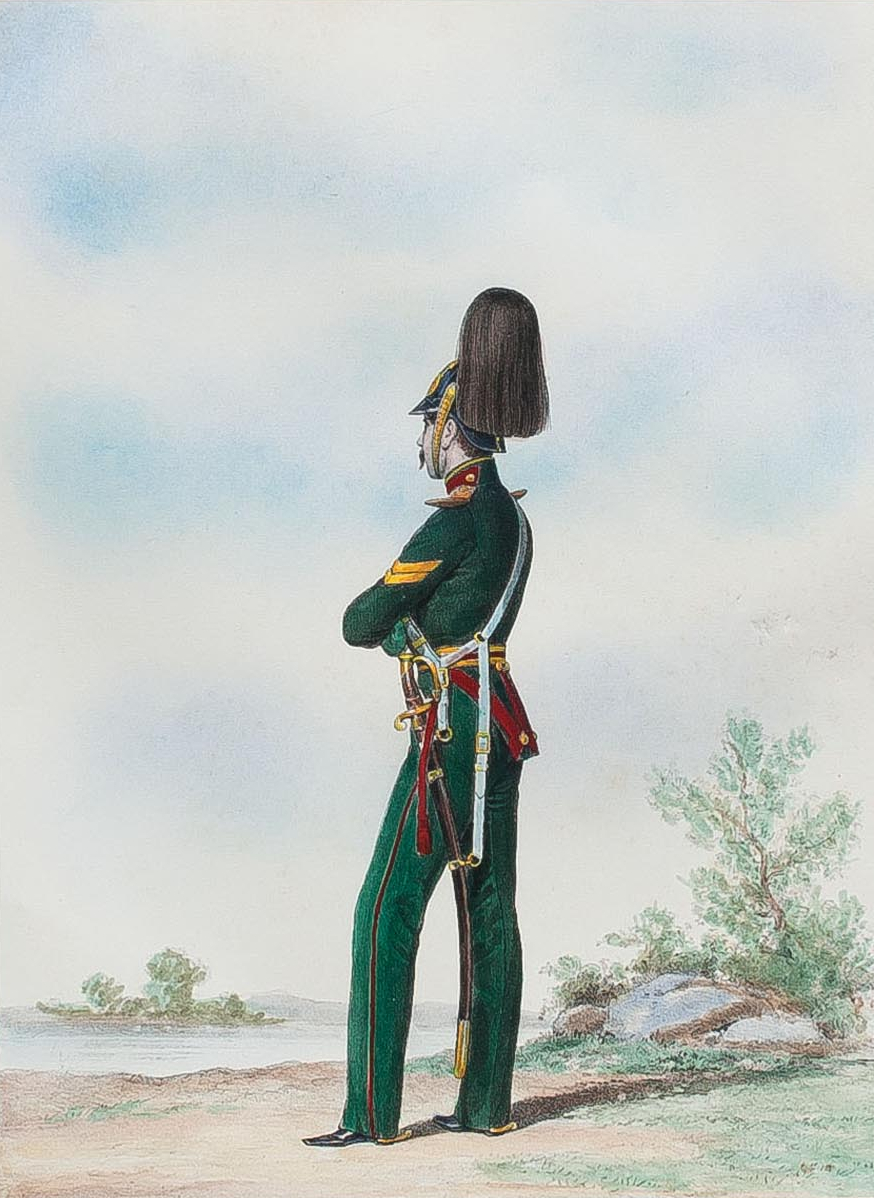
Рядовий Драгунського Його Імператорської Високості Спадкоємця Цісаревича полка, 1848—1855 рр.

### Гетьманщина
У Козацькому Гетьманаті XVII ст. загони драгунів входили до складу надвірного війська. Особливого поширення драгуни набули за правління Івана Виговського й Івана Мазепи. Обмундирування було західноєвропейського зразку («німецький стрій», через що їх називали «німцями», хоча служили в них переважно українці): приталений каптан-жустокор з широкими вилогами, шийна хустка та ботфорти, типово східноєвропейским елементом була шапка з довгим шликом та хутряною околицею. Озброєння складалося з карабіна, підвішеного на панталері, шаблі та сідлових пістолів. Кінська збруя теж була західноєвропейською, але коней українські драгуни використовували місцевих: непоказних і низькорослих, але витривалих і непримхливих у степових умовах «бахматів».